# 尤卡·坦米
尤卡·坦米（芬蘭語：Jukka Tammi，1962年4月10日—），芬兰男子冰球运动员。他曾代表芬兰参加1988年、1992年、1994年冬季奥林匹克运动会冰球比赛，共获得一枚银牌和一枚铜牌。他也曾入选1998年冬季奥运会芬兰男子冰球队阵容，但并未参加任何一场比赛。